# Third Eye Blind (álbum)
Third Eye Blind es el álbum debut de la banda de rock alternativo y post grunge estadounidense Third Eye Blind, lanzado el 8 de abril de 1997 por Elektra Records. 
El álbum fue muy exitoso, llegando a ser 6x platino y tuvo varios sencillos en el top 10 de Billboard, entre los cuales se encuentran Semi-Charmed Life, Jumper y How It's Going to Be?.

## Recepción
Third Eye Blind sólo alcanzó el puesto # 25 en el Billboard 200, pero estaría 104 semanas en las listas y tres sencillos del álbum estuvieron en el top 10 del Billboard Hot 100; Semi-Charmed Life, Jumper y How it's Going to Be. El álbum fue un éxito de ventas, habiendo sido certificado 6x platino por la RIAA. 

## Diseño
El diseño de la portada del álbum se inspira en el de álbum Revolver de The Beatles.
Hay variaciones de la portada. La primera versión lanzada en Estados Unidos de Third Eye Blind, de aproximadamente 500.000 copias, aparece una fotografía de la cubierta de color oro con el logo de la banda de color rojo oscuro. La foto fue cambiada a rojo con un logotipo amarillo a petición de la 
banda. 
En el Reino Unido y otros países de Europa continental se continuó ofreciendo la edición de oro y en Japón salió una versión en color cian, con la foto de portada en negativo.

## Lista de canciones
| N.º | Título | Escritor(es) | Duración |  |

### Pistas adicionales
Todas las letras escritas por Stephan Jenkins, toda la música compuesta por Third Eye Blind. 
| Edición japonesa |                                             |          |  |
| N.º              | Título                                      | Duración |  |
| 19.              | «Tattoo of the Sun» (sólo edición japonesa) | 4:14     |  |

## Personal
| - Stephan Jenkins – voz; percusión (tracks 1, 4–5, 11, 13–14); escobillas (track 3); guitarra (3–4, 7, 11); programación (tracks 3, 13); teclado (tracks 4, 7, 11, 14); batería (tracks 11, 13); guitarra acústica (track 13) - Kevin Cadogan – guitarra (tracks 1–10, 12–14); voz secundaria (tracks 1, 3–6, 10) - Arion Salazar – bajo (tracks 1–10, 12–14); voz secundaria (tracks 2, 4–6, 9–10, 13); piano (track 4) - Brad Hargreaves – batería (tracks 3–5, 7–10, 12, 14) | - Michael Urbano – batería (tracks 1–2, 6, 13) - Eric Valentine – programación (tracks 3, 11, 13); piano (tracks 7, 14); guitarra (track 11); teclado (track 11) - Ari Gorman – violonchelo (track 6) |